# Hluky (hrad)
Hluky jsou zaniklý hrad severovýchodně od stejnojmenné vesnice u Kounova v okrese Rychnov nad Kněžnou v Královéhradeckém kraji. Jeho pozůstatky se nachází na ostrožně nad soutokem Hluckého a Bažinského potoka. O hradu nejsou známy žádné písemné prameny a dochovaly se z něj pouze nevýrazné terénní relikty.

## Historie
O hradu se nedochovaly žádné zprávy, a k dispozici nejsou ani archeologické nálezy, které by umožnily datovat dobu jeho osídlení. V místech, kde snad stával palác, údajně bylo ještě ve dvacátých letech dvacátého století patrné kamenné schodiště a sklepení, ale z bezpečnostních důvodů bylo zasypáno.

## Stavební podoba
Hrad mohl být trojdílný, ale není jisté, zda je prostor prvního a druhého předhradí přírodního původu, nebo vznikl umělou úpravou terénu. Za případným druhým předhradím se nachází kuželovitý pahorek, který bývá považován za pozůstatek bergfritu. Pokud tomu tak je, patřily by Hluky nejspíše mezi hrady bergfritového typu. Pod pahorkem leží malá plošina (10 × 10 metrů), kde mohl stát palác. Pod plošinou terén klesá, ale skalní útvary byly pravděpodobně zahrnuty do opevnění.